# Barczewko

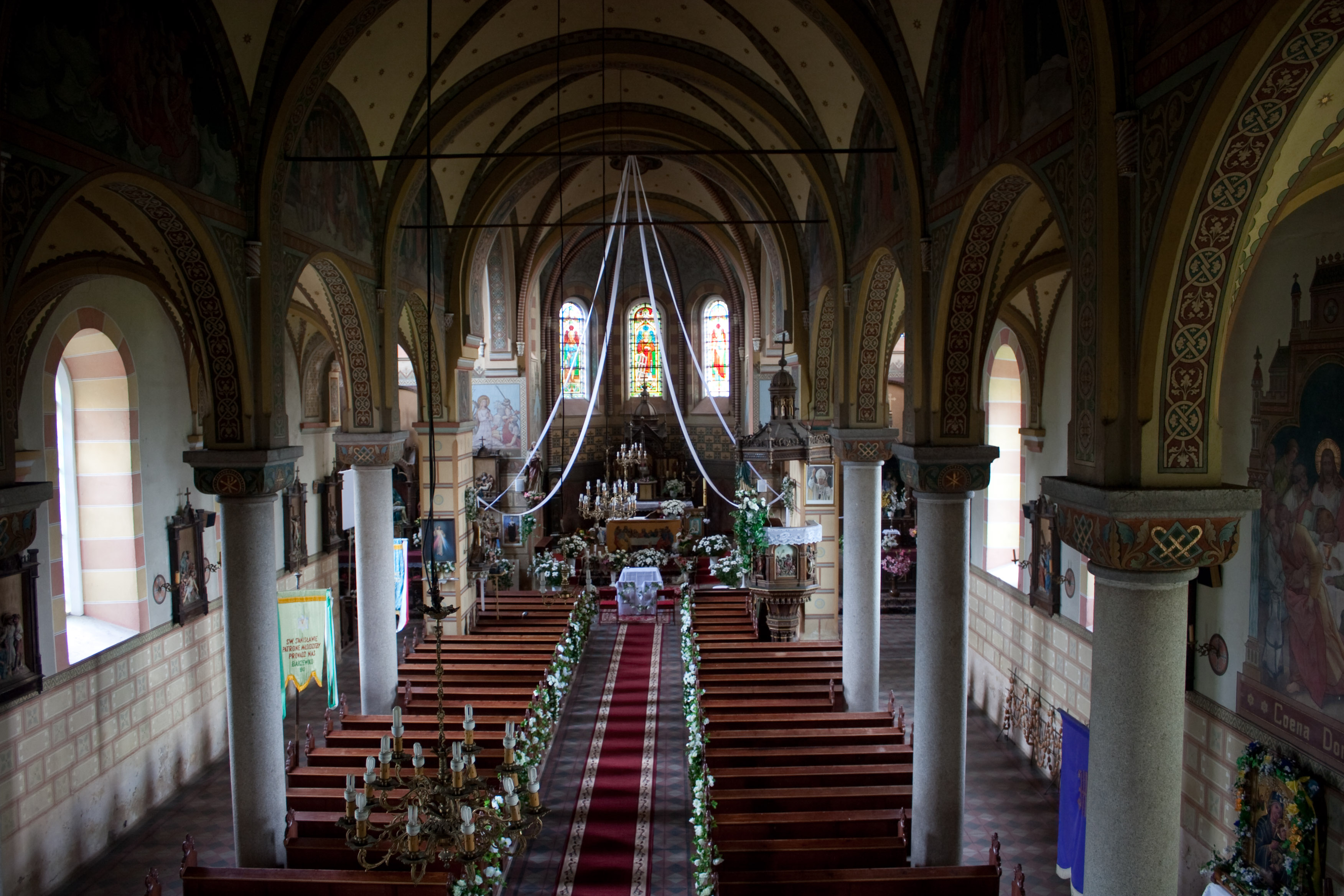
Wnętrze kościoła w Barczewku

Barczewko (dawniej Stary Wartembork, niem. Alt Wartenburg) – wieś warmińska w Polsce, położona w województwie warmińsko-mazurskim, w powiecie olsztyńskim, w gminie Barczewo.
W latach 1954–1959 wieś należała i była siedzibą władz gromady Barczewko, po jej zniesieniu w gromadzie Tuławki. W latach 1975–1998 wieś administracyjnie należała do województwa olsztyńskiego.
Wieś położona jest nad jeziorem Wadąg. W pobliżu znajduje się grodzisko wczesnośredniowieczne (okolice Biedowa). We wsi znajduje się kościół pw. św. Katarzyny i św. Wawrzyńca.

## Integralne części wsi
| SIMC    | Nazwa      | Rodzaj    |
| ------- | ---------- | --------- |
| 1046145 | Orzechówko | część wsi |

## Historia
W 1325 r. wybudowano tu Wartberg, pierwszą w tej części Warmii strażnicę biskupów warmińskich. Budowla została wykonana pod nadzorem warmińskiego wójta krajowego Fryderyka Liebenzella (Libenzella). Zamek wraz z istniejącą przy nim osadą zostały zniszczone w roku 1354 w wyniku najazdu Litwinów pod wodzą Kiejstuta, który uważał Łynę za zachodnią granicę swoich wpływów. W 1364 r. biskup Jan Stryprock odnowił lokację miejscowości, zakładając 7 km dalej na wschód miasto Barczewo. W 1369 r. wieś zapisana pod nazwą Aldenwartberg.
Na miejscu zniszczonego zamku i osady w roku 1376 wieś o powierzchni 80 włók założył kolejny biskup warmiński Henryk Sorbom. Wieś lokowana była na prawie chełmińskim, a jej pierwszym sołtysem został Henryk z Blanek. Kolejny raz wieś została zniszczona w czasie wojny polsko-krzyżackiej z lat 1519-1521. Kościół w 1583 r. konsekrował biskup Marcin Kromer. Pierwszym proboszczem w Barczewku był Tomasz Bentar.
W XVII w. Barczewko zostało zniszczone w czasie wojen szwedzkich. W dokumentach z 1701 r. wieś zapisana pod nazwą Aldenwartberg. W latach 1782–1784 wybudowano nowy kościół, dzięki fundacji ks. Szymona Rapierskiego. Konsekrował ją bp Ignacy Krasicki. W 1783 r. we wsi było 65 domów. W 1818 r. w Barczewku było 323 mieszkańców. W 1861 r. we wsi mieszkało 648 katolików i jeden ewangelik, 638 mieszkańców posługiwało się językiem polskim, a 11 – niemieckim. W 1882 r. powstała w Barczewku biblioteka Towarzystwa Czytelni Ludowych. Po pożarze w 1893 r. kościół został odnowiony.
W 1912 r. we wsi powstało kółko rolnicze. W czasie plebiscytu w 1920 r. 80 głosów oddano za Polską a 543 za Prusami Wschodnimi. W 1939 r. we wsi mieszkało 830 osób.
W 1945 r. Barczewko było wsią sołecką ze szkołą i poczta. W 1998 r. we wsi mieszkało 545 osób.

## Zabytki
- Murowany kościół św. Wawrzyńca i św. Katarzyny z II połowy XVI wieku. Kościół został odbudowany w latach 1889–1893. Wyposażenie barokowe. Posiada wieżę o narożnych pilastrach i korpus przedni z 1784 oraz wysoki transept. Tylna część korpusu i prezbiterium powstały w 1892, pierwotnie dach starszej części świątyni pokryto dachówkami pochodzącymi z zamku. Wystrój częściowo barokowy z licznymi rzeźbami[6]
- Kapliczki przydrożne
- zabytkowa zabudowa wiejska

## Ludzie związani z miejscowością
- urodził się tu Mateusz Grunenberg (1787-1863) – nauczyciel, autor i wydawca polskich podręczników,
- w Barczewku urodził się ks. Karol Langwald (1886-1945) – działacz narodowy na Warmii, prezes Polsko-Katolickiego Towarzystwa Szkolnego na Warmię, deportowany przez Rosjan, zmarł w obozie pod Czelabińskiem.
- Franciszek Schnarbach (1905-1947) – nauczyciel w polskich szkołach w Giławach i Chaberkowie; po 1945 r. w Buczku pod Złotowem.

## Linki zewnętrzne

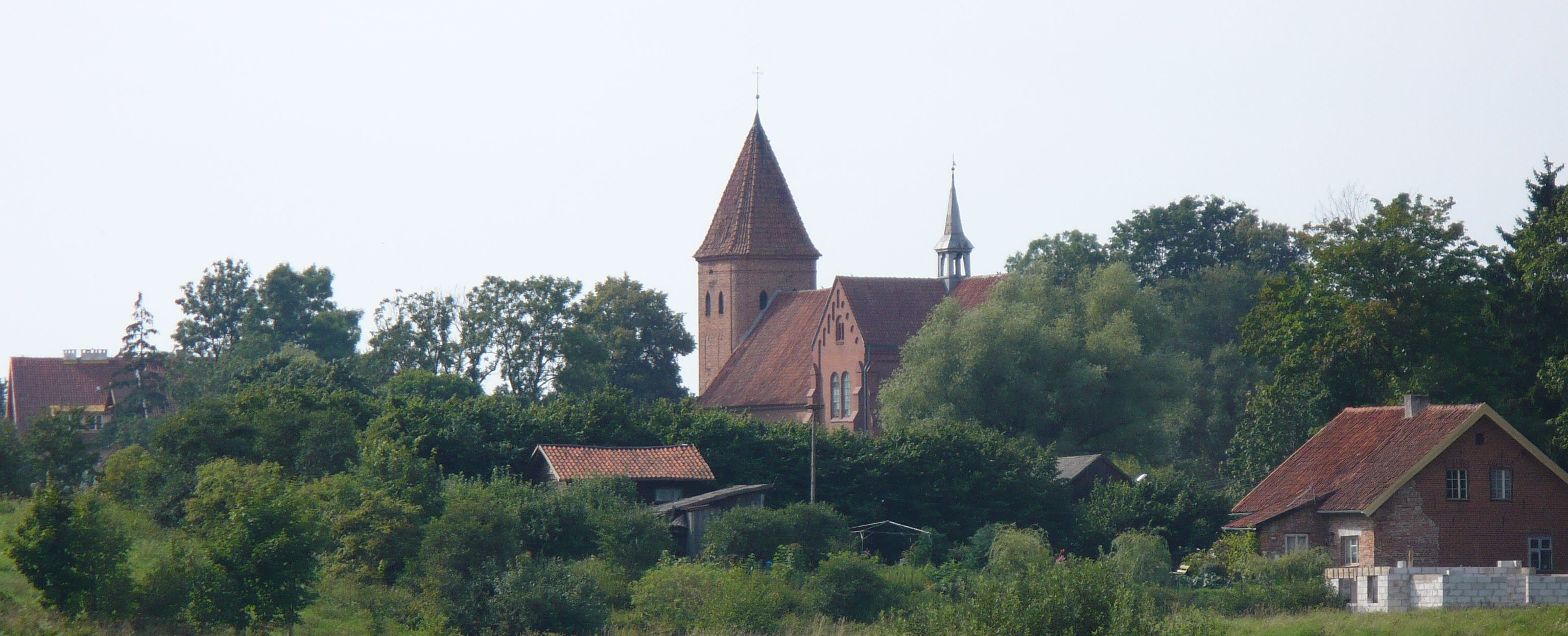
Panorama Barczewka

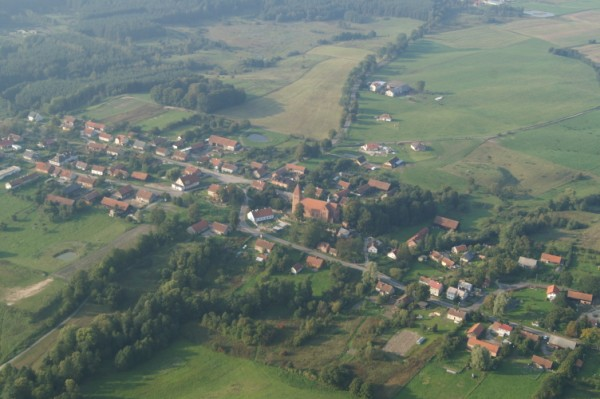
Z lotu ptaka. Barczewko widok od strony Jez. Wadąg